# Modiolus carpenteri
Modiolus carpenteri is een tweekleppigensoort uit de familie van de Mytilidae. De wetenschappelijke naam van de soort is voor het eerst geldig gepubliceerd in 1963 door Soot-Ryen.